# Darren Beck
Darren Beck (14 juli 1978) is een professional golfer uit Australië.
Darren Beck werd in Zuid-Afrika geboren maar zijn ouders verhuisden naar Australië toen hij zeven jaar was, en nu heeft hij de Australische nationaliteit.

## Professional
Beck werd in 2004 professional en speelde de eerste periode alleen toernooien in Australië. Eind 2004 won hij de Tourschool van de Australaziatische PGA Tour, en speelde daar in 2005 en 2007. Twee keer won hij het PGA kampioenschap van Queensland.
In 2008 speelde Beck op de Aziatische PGA Tour. Hij eindigde als nummer 29 op de Order of Merit onder meer omdat hij 2de werd bij het Indian Open. In 2009 won hij zijn eerste toernooi op de tour. Bij het Brunei Open stond hij zes slagen achter de leider aan het begin van de laatste ronde, hij scoorde 65 (-6) en kwam in de play-off tegen Gaganjeet Bhullar en Boonchu Ruangkit. Op de derde extra hole won Beck met een birdie.

### Gewonnen
- 2009: Brunei Open

#### Nationaal
- 2008: Queensland PGA Championship